# Burgstall Rosenberg
Der Burgstall Rosenberg, auch Rosenburg genannt, ist eine abgegangene Höhenburg auf dem 443 m ü. NHN hohen Schlossberg unmittelbar nördlich der Johanniskirche von Rosenberg im Landkreis Amberg-Sulzbach in Bayern. Die Anlage wird als Bodendenkmal unter der Aktennummer D-3-6536-0078 im Bayernatlas als „urnenfelderzeitliche Höhensiedlung, mittelalterlicher Burgstall Rosenburg“ geführt. Ebenso ist sie unter der Aktennummer D-3-71-151-172 als denkmalgeschütztes Baudenkmal von  Rosenberg verzeichnet.

## Geschichte
Die vermutlich um die Mitte des 11. Jahrhunderts erbaute und erstmals am 6. Mai 1253 erwähnte Burg war wahrscheinlich im Besitz der Grafen von Sulzbach, um nach deren Aussterben 1188 in den Besitz der Grafen von Hirschberg überzugehen. Nach dem Aussterben dieses Geschlechts mit Gebhard VII. im Jahr 1305 kam Sulzbach mit dem Unteramt Rosenberg und der dortigen Burg an die bayerischen Herzöge. Das heimgefallene Reichslehen Rosenburg wurde von dem Habsburger König Albrecht am 13. Dezember 1307 an die Wittelsbacher verliehen. Diese Neuerwerbungen wurden dem Viztumamt Burglengenfeld, damals zum Herzogtum Oberbayern gehörig, eingegliedert. Die Burg wurde an Friedrich Voit von Rosenberg (genannt Frank), der in der Schlacht bei Gammelsdorf gekämpft hatte, verliehen. Im Jahr 1314 wurde Heinrich der Lengfelder von Rosenberg als erster Burgmann zu Rosenberg erwähnt. Nach ihm ging das Lehen an Ulrich von Reicheneck. Im Vertrag von Pavia kam die Rosenburg dann 1329 an die pfälzische Linie der Wittelsbacher. 1459 waren Wilhelm Paulsdorfer und Jakob Kemnater im Besitz der Burg. Im 15. Jahrhundert gehörte die Burg dem Hammermeister zu Rosenberg, Mendel von Steinfels.

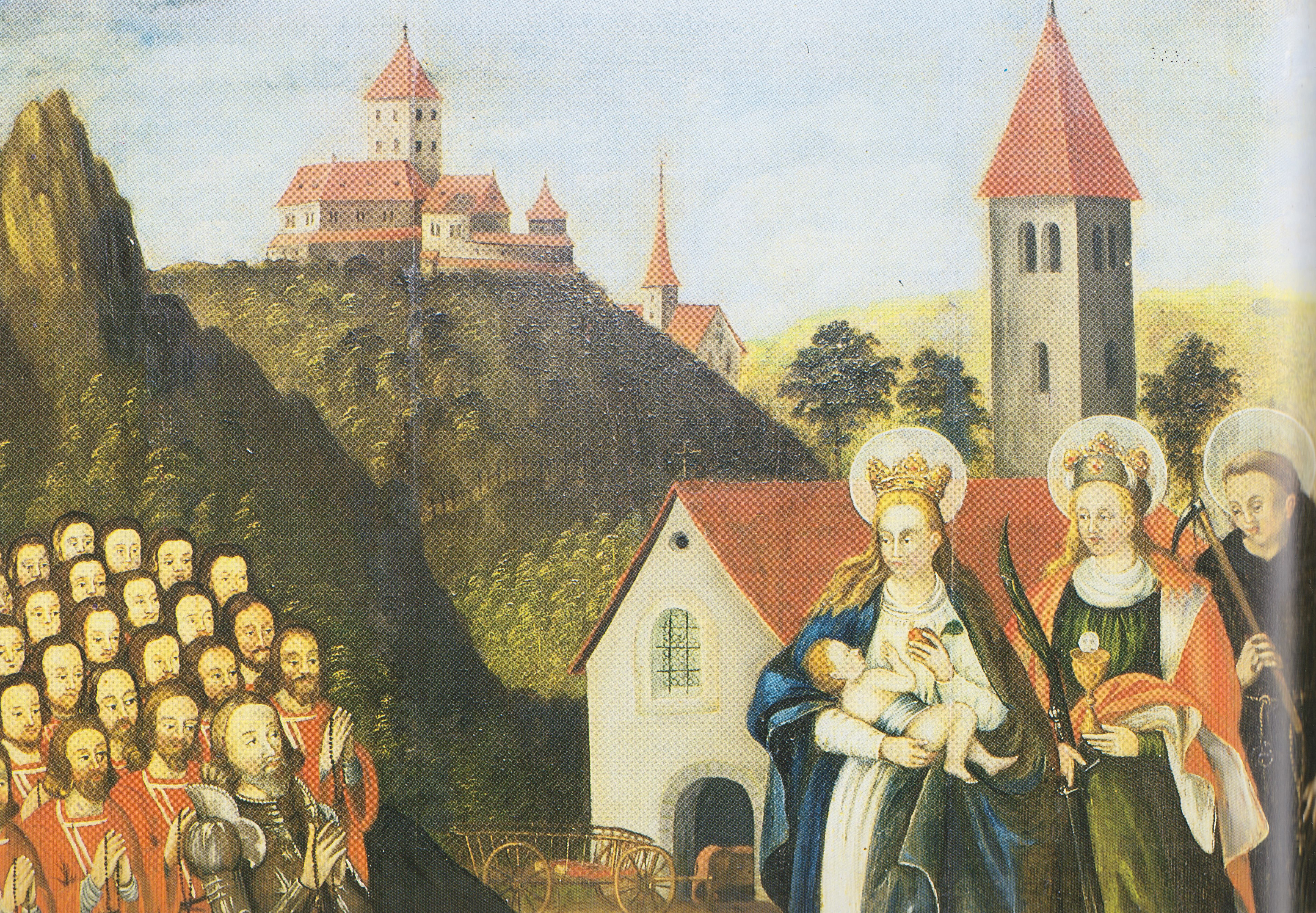
Burg Rosenberg auf einer Bildtafel aus der Zeit um 1550

1481 verkaufte Herzog Albrecht die Burg an seinen Rat Veit von Schaumberg. 1495 kamen die Stibar in den Besitz. Im Jahr 1542 verkauften Pankraz und Hans Joachim Stibar zu Buttenheim Rosenberg an Sebastian Erlbeck zu Sittenbach. Seit dieser Zeit verödete die Burg. Nach dem Tod des letzten Erlbeck namens Wolf fiel die Burg 1584 an Herzog Ottheinrich heim. Nach 1733 kam die Hofmark an den sulzbachischen Kanzler Johann Georg von Korb und nach dessen Ableben 1742 wieder an den bayerischen Herzog. Auf dem Schloss gab es um 1600 nach dem Regenstaufer Pfarrer und Kartograph des Fürstentums Pfalz-Neuburg Christoph Vogel eine Synagoge.

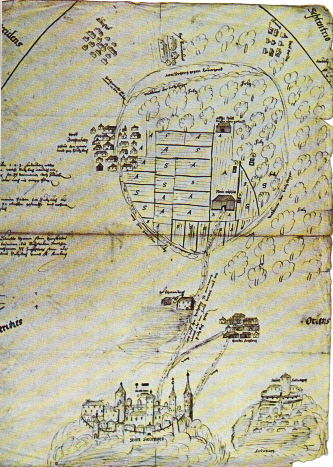
Falzberg bei Sulzbach, rechts unten: Burg Rosenberg (1580)

Im 16. Jahrhundert war die Burg verfallen, 1648 schrieb der Sulzbacher Chronist Johannes Braun über die Anlage: „Als ich das auf einem sehr hohen Berg gelegene Schloß 1615 besichtigte, fand ich nur ein alt Gemäuer mit Hecken und Dornen verwachsen von wildem Aussehen. Die Mauer, die zum Teil noch gestanden, besonders gegen das Dorf zu, ist an etlichen Orten eineinhalb Klafter [etwa drei Meter] dick, von ganz großen Quaderstücken, wie auch der Turm in der Mitte des Schlosses aufgeführt. Doch fallen dieselben Stück für Stück allgemach vom Turm herunter, daß es nunmehr eine Wohnung der Eulen, Fledermäuse und anderen Ungeziefer ist.“

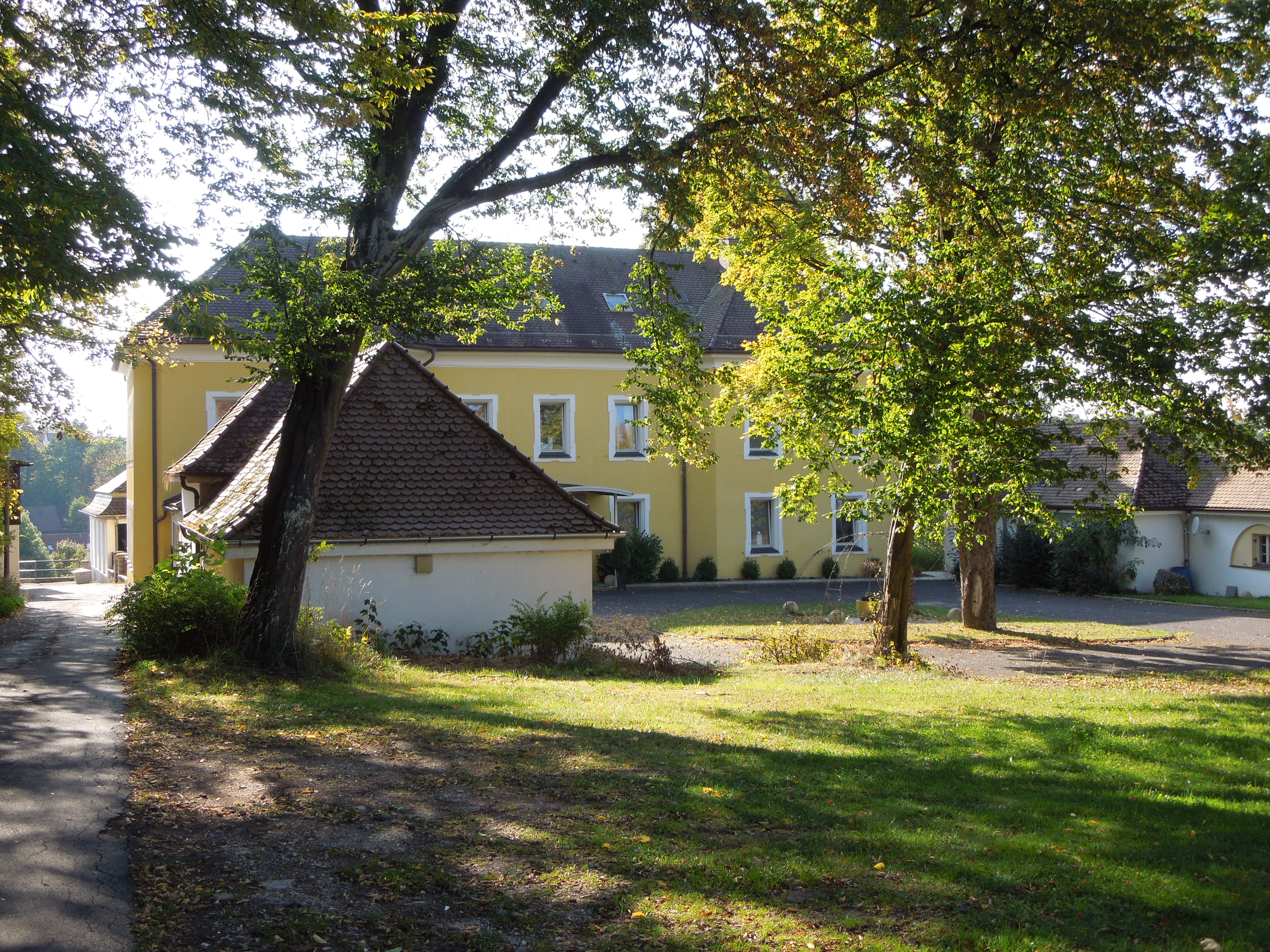
Rosenberg, Schloßbergweg 10: Ehemaliges Schlösschen Franziskaruhe, später Werkskasino der Maxhütte

Zwischen 1785 und 1786 wurden Steine der Burgruine für den Bau des Schlosses Franziskaruhe, Sommersitz der Franziska Dorothea, Pfalzgräfin und Mutter des späteren Kurfürsten und Königs Maximilian I. Josef von Bayern. verwendet. 1805 ging die Ruine in Privatbesitz über. Zuletzt waren nur noch die Mauerreste des Bergfriedes, dessen Stumpf noch fünf Meter hoch anstand, erhalten. Die Reste dieses Bergfriedes wurden im Jahr 1929 in ein Ehrenmal eingemauert. Der Plan sowie die Wahl des Standortes des 40.000 Mark teueren Ehrenmals stammte vom Geheimrat und Direktor der Maxhütte Eugen Böhringer. Die Finanzierung übernahm die Maxhütte. Das Denkmal ist in einer streng-reduzierten Form des Heimatstils errichtet; es stammt von Philipp Kittler und Hans Heckmann, 1925–1929.

## Beschreibung
Den Mittelpunkt der Burganlage bildete ein Bergfried, dessen Stumpf ist heute in das Kriegerdenkmal auf dem Schlossberg eingemauert. Er hatte einen quadratischen Grundriss von 12 m Breite. Außen war der bewohnbare Turm mit Quadern verblendet, was für die Erbauung im 12. Jahrhundert spricht. An den Bergfried schloss sich nach Westen hufeisenförmig ein dreigliedriger Palas mit einem kleinen Innenhof an. Der Verlauf der Außenmauer erkennt man heute als Geländekante auf der etwas tiefer gelegenen halbkreisförmigen Terrasse. Auf dem Plateau im Norden dürften sich die Wirtschaftsgebäude befunden haben, das Tor ist in der Nordwestecke zu suchen. Umgeben war die Anlage von einer Ringmauer, die heute als Hangkante bzw. als Randwall auszumachen ist.